# Yasuhikotakia nigrolineata
Yasuhikotakia nigrolineata är en fiskart som först beskrevs av Maurice Kottelat och Chu, 1987.  Yasuhikotakia nigrolineata ingår i släktet Yasuhikotakia och familjen nissögefiskar. IUCN kategoriserar arten globalt som sårbar. Inga underarter finns listade i Catalogue of Life.

## Bildgalleri

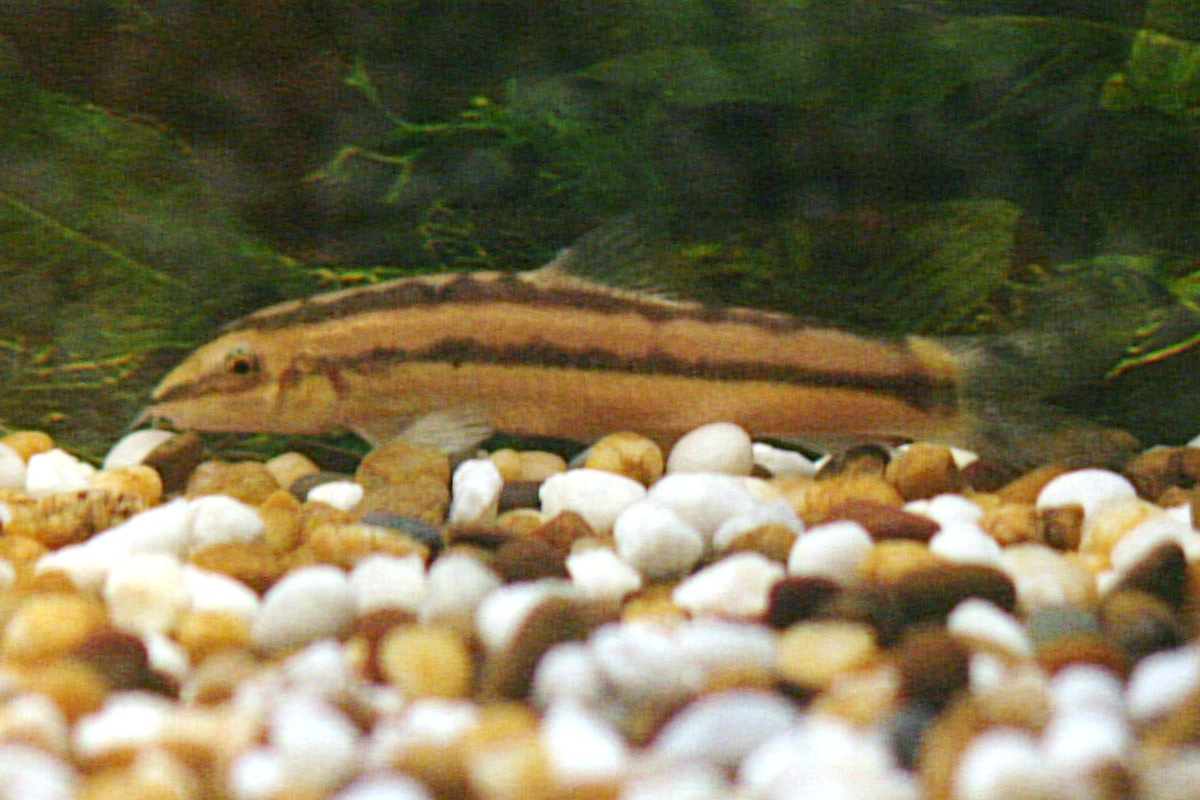